# Partidos políticos de Panamá

## Partidos políticos actuales

### Partido Revolucionario Democrático
El Partido Revolucionario Democrático (PRD) fue fundado el 11 de octubre de 1979 por el dictador militar Omar Torrijos Herrera, quien asumió el control del gobierno después del golpe de Estado de 1968. Luego de la inesperada muerte de Torrijos en 1981, el partido se oficializó como el brazo político de la dictadura militar panameña hasta su colapso durante la invasión estadounidense de 1989. Desde la restauración de la democracia en 1989, se han elegido a tres presidentes de este partido: Ernesto Pérez Balladares en 1994; Martín Torrijos Espino, hijo de Omar Torrijos, en 2004; y Laurentino Cortizo en 2019. El PRD está afiliado a la Internacional Socialista y el Foro de São Paulo, con una orientación partidista hacia la socialdemocracia y el nacionalismo de izquierda.
Hasta las elecciones generales de 2019, el partido era considerado una fuerza predominante de la política panameña, obteniendo al menos 25 curules en la Asamblea Nacional en cada elección desde 1994 y el control de la mayoría de los gobiernos locales. No obstante, en las elecciones generales de 2024, el partido sufrió la peor derrota en su historia electoral al perder 23 escaños en la Asamblea Nacional y obteniendo el sexto lugar a nivel presidencial con el 5.88% de los votos válidos. En diciembre de 2024, el PRD registraba un total de 602,429 adherentes.

### Partido Popular
El Partido Popular (PP) fue fundado el 12 de abril de 1956 como un movimiento de democracia cristiana en Panamá, originalmente bajo el nombre de Unión Cívica Nacional. Luego de la disolución inicial de los partidos políticos con el surgimiento de la dictadura militar en 1968, participó como el Partido Demócrata Cristiano en las elecciones de 1989, bajo el liderazgo de Ricardo Arias Calderón, recibiendo 40.18% de los votos y contribuyendo a la aplastante victoria a nivel presidencial de Guillermo Endara, quien asumió el cargo después de la invasión estadounidense; asimismo, obtuvo 28 curules en la Asamblea Nacional.
Desde la restauración de la democracia en 1989, el partido adquirió un estatus minoritario dentro de la política panameña, con la notable excepción de las elecciones de 1999, en la lideró una coalición que obtuvo el 17.38% de los votos presidenciales con Alberto Vallarino como candidato. Después de adquirir su nombre actual, el partido ha pertenecido a las coaliciones mediante las cuales se eligieron como presidentes a Martín Torrijos en 2004 y Juan Carlos Varela en 2014.
En las elecciones generales de 2024, el partido nomina a Martín Torrijos como su candidato presidencial y obtiene el tercer lugar con el 16.02% de los votos. Asimismo, su candidato Mayer Mizrachi es elegido como alcalde del distrito de Panamá y obtiene 2 curules en la Asamblea Nacional. En diciembre de 2024, el Partido Popular registraba un total de 21,913 adherentes.

### Movimiento Liberal Republicano Nacionalista
El Movimiento Liberal Republicano Nacionalista (MOLIRENA) fue fundado el 1 de octubre de 1982 como una alianza de organizaciones conservadoras en oposición a la dictadura militar panameña. En las elecciones de 1989, bajo el liderazgo de Guillermo Ford, el partido recibió 20.28% de los votos válidos y contribuyó a la victoria a nivel presidencial de Guillermo Endara, quien asumió el cargo después de la invasión estadounidense; asimismo, obtuvo 16 escaños en la Asamblea Nacional.
Desde la restauración de la democracia en 1989, el partido adquirió un estatus minoritario dentro de la política panameña, en condiciones similares al Partido Popular. En las elecciones de 1994, lideró una coalición que obtuvo el 16.05% de los votos presidenciales con Rubén Darío Carles como candidato. Asimismo, ha pertenecido a las coaliciones mediante las cuales se eligieron como presidentes a Mireya Moscoso en 1999, Ricardo Martinelli en 2009, y Laurentino Cortizo en 2019.
En las elecciones generales de 2024, el partido apoya la nominación del PRD al vicepresidente en ejercicio José Gabriel Carrizo como candidato presidencial y obtienen el sexto lugar con el 5.88% de los votos válidos. Al contribuir con el 0.32% de los votos presidenciales y obtener solo una curul en la Asamblea Nacional, estuvo en riesgo significativo de ser disuelto como partido político. En diciembre de 2024, el MOLIRENA registraba un total de 82,934 adherentes.

### Partido Panameñista
El Partido Panameñista fue fundado el 31 de octubre de 1931 como un movimiento nacionalista en el contexto de la presencia militar y civil estadounidense en la Zona del Canal de Panamá, originalmente bajo el nombre del Partido Nacional Revolucionario y como sucesor de Acción Comunal. Antes del golpe de Estado de 1968, el partido ocupó la presidencia en siete ocasiones: Harmodio Arias Madrid; los presidentes interinos Ezequiel Fernández Jaén, Augusto Samuel Boyd y Alcibiades Arosemena; y Arnulfo Arias Madrid, derrocado en tres ocasiones.  
Arias Madrid fue derrocado en el golpe de Estado de 1968 por los mandos medios de la Guardia Nacional, quienes instauraron una dictadura militar de 21 años durante la cual se reprimió fuertemente a los disidentes políticos. Luego de un reintento fallido por Arias Madrid de regresar a la presidencia en 1984 poco antes de fallecer, el panameñista Guillermo Endara fue elegido abrumadoramente a la presidencia en las elecciones de 1989; pero fue impedido por el dictador Manuel A. Noriega de asumir el cargo hasta la restauración de la democracia a partir de la invasión estadounidense.
Desde la restauración de la democracia en 1989, se han elegido dos presidentes de este partido: Mireya Moscoso en 1999 y Juan Carlos Varela en 2014. No obstante, la impopular administración de Varela y un liderazgo débil han contribuido al gradual declive del Partido Panameñista como una de las fuerzas predominantes en la política panameña, obteniendo el cuarto lugar en las elecciones de 2019 con el 10.84% de los votos válidos, detrás del candidato independiente Ricardo Lombana.
En las elecciones generales de 2024, el partido apoyó la nominación de Cambio Democrático al exministro Rómulo Roux como candidato presidencial, pero la tendencia continuó al obtener nuevamente el cuarto lugar y aportar solamente el 5.29% de los votos válidos a nivel presidencial. Asimismo, no lograron reelegir a ningún diputado en la Asamblea Nacional, pero mantuvieron las 8 curules que obtuvieron en el periodo anterior. En diciembre de 2024, el Partido Panameñista registraba un total de 226,093 adherentes.

### Cambio Democrático
Cambio Democrático (CD) es un partido político fundado el 20 de mayo de 1998 por Ricardo Martinelli, con una orientación partidista hacia el conservadurismo liberal y la renovación de la política panameña. El CD fue parte de la coalición mediante la cual fue elegida Mireya Moscoso como presidenta en 1999, quien nombró a Martinelli como ministro para Asuntos del Canal de Panamá. Luego de obtener el cuarto lugar en las elecciones de 2004, Martinelli formó una coalición con el Partido Panameñista y otros partidos minoritarios que le permitió obtener una aplastante victoria en 2009, con el 60.11% de los votos válidos.
En las elecciones de 2014 y 2019 el partido obtuvo el segundo lugar a nivel presidencial, con José Domingo Arias y Rómulo Roux como nominados al cargo, respectivamente. Roux se enfrentó en una estrecha carrera con el ganador, Laurentino Cortizo, quien ganó por una diferencia menor a 46 300 votos de un total de 2 millones de votos válidos. Luego de las elecciones de 2019, los simpatizantes del expresidente Martinelli dentro de Cambio Democrático decidieron constituir un nuevo partido, Realizando Metas, luego de numerosas diferencias con el liderazgo de Roux.
En las elecciones generales de 2024, las divisiones internas dentro del partido y la pérdida del apoyo por parte de Martinelli contribuyó a que obtuvieran el cuarto lugar a nivel presidencial y aportaran solo el 6.08% de los votos válidos, obteniendo un total de 11.37% de los votos como parte de la alianza constituida con el Partido Panameñista. Asimismo, perdió 10 curules en la Asamblea Nacional, incluyendo a 3 diputados que se reeligieron como miembros de Realizando Metas. En diciembre de 2024, Cambio Democrático registraba un total de 266,439 adherentes.

### Partido Alianza
El Partido Alianza fue fundado el 2 de marzo de 2018 por el diputado José Muñoz Molina, desvinculándose de Cambio Democrático y con una orientación partidista hacia el nacionalismo liberal y la defensa del estado laico. En un principio, el partido decidió nominar a su propio candidato presidencial para las elecciones de 2019, con José Domingo Arias, pero eventualmente Arias declinó su nominación el 26 de diciembre de 2018 y decidieron apoyar la nominación de Rómulo Roux por parte de Cambio Democrático.
En las elecciones generales de 2024, el partido apoyó la nominación de Realizando Metas al exministro José Raúl Mulino, luego de la inhabilitación de Ricardo Martinelli tras su sentencia por blanqueo de capitales, y aportó 110 246 votos al total de 34.23% de los votos válidos por los cuales Mulino fue elegido presidente. En diciembre de 2024, el Partido Alianza registraba un total de 25,396 adherentes.

### Realizando Metas
Realizando Metas es un partido político fundado el 24 de marzo de 2021 por el expresidente Ricardo Martinelli, con el apoyo de disidentes de Cambio Democrático tras numerosas diferencias con el liderazgo de Rómulo Roux. Los simpatizantes de Martinelli decidieron constituir su propia bancada dentro de la Asamblea Nacional, con 15 de los 18 diputados de CD reconociendo el liderazgo martinellista sobre aquel del presidente del partido, Roux. Tres diputados de Cambio Democrático fueron reelegidos como miembros de Realizando Metas en las elecciones de 2024, al mismo tiempo que ningún diputado "romulista" obtuvo los votos requeridos para reelegirse.
En las elecciones generales de 2024, el partido nominó al exministro José Raúl Mulino como su candidato presidencial, luego de la inhabilitación de Ricardo Martinelli tras su sentencia por blanqueo de capitales, quien eventualmente fue elegido como presidente con el aporte de 668 520 votos al total de 34.23% de los votos válidos recibidos por la coalición con el Partido Alianza. En diciembre de 2024, Realizando Metas registraba un total de 280,053 adherentes.

### Movimiento Otro Camino
El Movimiento Otro Camino (MOCA) fue fundado el 29 de junio de 2022 por el abogado Ricardo Lombana, como el brazo político para concretar sus aspiraciones presidenciales en 2024. En las elecciones de 2019, Lombana se postuló como candidato por la libre postulación y obtuvo un inesperado tercer lugar con 368 692 votos, equivalentes al 18.78% del total. En el proceso de campaña electoral para 2024, el partido realizó un acuerdo parcial con la Coalición Vamos, una autoproclamada agrupación de candidatos independientes, mediante la cual se comprometían a apoyar mutuamente determinadas candidaturas a nivel de los gobiernos locales.
En las elecciones generales de 2024, el partido nominó a Ricardo Lombana como su candidato presidencial, obteniendo el segundo lugar con 559 568 votos, equivalentes al 24.59% del total. Lombana superó a los nominados de las coaliciones del Partido Revolucionario Democrático y el Partido Panameñista, las fuerzas predominantes de la política panameña, por márgenes de 18.71% y 13.2% (respectivamente); al igual que la candidatura del expresidente Martín Torrijos Espino, nominado por el Partido Popular y miembro del PRD, por un margen de 8.57%. Lombana logró obtener la mayoría de los votos en la provincia de Herrera, los votos adelantados y en el extranjero. En diciembre de 2024, el Movimiento Otro Camino registraba un total de 35,033 adherentes.